# Čechy (Slowakei)
Čechy (bis 1927 slowakisch auch „Čahovce“; ungarisch Komáromcsehi – bis 1907 Csehi) ist eine Gemeinde im Westen der Slowakei mit 271 Einwohnern (Stand 31. Dezember 2024), die zum Okres Nové Zámky, einem Kreis des Nitriansky kraj gehört.

## Geographie
Die Gemeinde befindet sich im slowakischen Donautiefland, genauer im Südwestteil des Hügellands Pohronská pahorkatina. Das Gemeindegebiet ist leicht hügelig mit Höhe von 149 m n.m. bis zu 287 m n.m. und von Braun- und Schwarzböden bedeckt, mit einigen Resten der Laubwälder rund um das Dorf. Das Ortszentrum liegt auf einer Höhe von 162 m n.m. und ist 20 Kilometer von Nové Zámky entfernt.
Nachbargemeinden sind Veľké Lovce im Norden, Dedinka im Nordosten, Kolta im Osten und Semerovo im Süden und Westen.

## Geschichte
Nach den archäologischen Untersuchungen gab es eine Besiedlung in der Jungsteinzeit. Dauerhaft ist das Gemeindegebiet seit dem 9. Jahrhundert besiedelt; im 12. und 13. Jahrhundert gab es eine landwirtschaftliche Siedlung, die zum Graner Kapitel gehörte. Der Ort wurde zum ersten Mal 1419 als Felsewchey schriftlich erwähnt und nimmt Bezug auf hussitische Familien, die aus Böhmen und Mähren kamen und sich neben der älteren Siedlung niederließen. Zeitweise gab es zwei Siedlungen namens Horné Čechy und Malé Čechy; die letztere ging im 17. Jahrhundert unter.
Das Dorf gehörte zum niederen Adel, genauer zu den Familien Csehi, Gyöpös und Nagyörvedi, im 17. Jahrhundert Kürthy, Balogh und Megyery. Wegen dauernden Türkenkriegen im 16. und 17. Jahrhundert wurde Čechy weitgehend entvölkert und erst nach Ende kriegerischer Verhältnisse wieder besiedelt. 1715 gab es elf Haushalte, 1787 zählte man 55 Häuser und 344 Einwohner und 1828 58 Häuser und 431 Einwohner, die in Landwirtschaft beschäftigt waren.
Bis 1919 gehörte der im Komitat Komárom liegende Ort zum Königreich Ungarn und kam danach zur Tschechoslowakei. Auf Grund des Ersten Wiener Schiedsspruchs lag er 1938–1945 noch einmal in Ungarn.

## Bevölkerung
| Jahr                | 1994 | 2004    | 2014    | 2024     |
| ------------------- | ---- | ------- | ------- | -------- |
| Anzahl der Personen | 323  | 335     | 313     | 271      |
| Unterschied         |      | +3,71 % | −6,56 % | −13,41 % |

| Jahr                | 2023 | 2024    |
| ------------------- | ---- | ------- |
| Anzahl der Personen | 274  | 271     |
| Unterschied         |      | −1,09 % |

Nach der Volkszählung 2011 wohnten in Čechy 299 Einwohner, davon 278 Slowaken, 13 Magyaren und ein Tscheche; ein Einwohner war anderer Ethnie. Sechs Einwohner machten keine Angabe. 194 Einwohner bekannten sich zur römisch-katholischen Kirche, neun Einwohner zur reformierten Kirche, sechs Einwohner zu den Zeugen Jehovas und ein Einwohner zur evangelischen Kirche A. B. 76 Einwohner waren konfessionslos und bei 13 Einwohnern ist die Konfession nicht ermittelt.
Ergebnisse nach der Volkszählung 2001 (326 Einwohner):
| Nach Ethnie: - 97,24 % Slowaken - 1,54 % Magyaren - 1,23 % Tschechen | Nach Konfession: - 76,38 % römisch-katholisch - 16,87 % konfessionslos - 0,61 % keine Angabe - 0,31 % evangelisch |

## Bauwerke
- römisch-katholische Peter-und-Paul-Kirche aus dem Jahr 1735

## Söhne und Töchter der Gemeinde
- Andor Jaross (1896–1946), ungarischer Politiker